# Artemio Caamal Hernández
Artemio Caamal Hernández (Tixméhuac, Yucatán, 20 de octubre de 1946-Mérida, Yucatán, 29 de noviembre de 2013) fue un político mexicano, miembro del Partido Revolucionario Institucional (PRI). Fue diputado local y federal, senador y presidente municipal de José María Morelos, Quintana Roo.

## Biografía
Fue profesor de Educación Primaria egresado del Instituto Federal de Capacitación del Magisterio, ejerció como profesor de Educación Indígena de 1964 a 1970. Fue miembro del PRI desde 1964, formando parte del sector agrario, la Liga de Comunidades Agrarias y Sindicatos Campesinos en Quintana Roo, de la Confederación Nacional Campesina (CNC).
De 1970 a 1972 fue supervisor de Educación en la zona maya de Quintana Roo, de 1972 a 1974 ejerció el mismo cargo en el municipio de José María Morelos y de 1974 a 1975 fue director de Educación Indígena en el municipio de Felipe Carrillo Puerto. De 1975 a 1978 fue secretario de Acción Agraria del comité municipal del PRI y presidente del Comité Regional Campesino de la CNC en José María Morelos, también ocupó el cargo de secretario de Acción Educativa y de Grupos Marginados en la Liga de Comunidades Agrarias y Sindicatos Campesinos de Quintana Roo en el mismo periodo.
En 1979 fue elegido presidente municipal de José María Morelos, ejerciendo el cargo entre el 10 de abril de 1978 y 9 de abril de 1981, durante el último año, de 1980 a 1981 fue secretario del Consejo Supremo Maya de Quintana Roo. Al concluir su periodo de alcalde, de 1981 a 1982 fue secretario general de la Liga de Comunidades Agrarias en Quintana Roo y de 1983 a 1984 fue secretario de Acción Indígena del comité nacional de la CNC. Durante el mismo periodo fue secretario del Comité Coordinador de los Consejos Supremos Mayas de la Península de Yucatán.
En 1984 fue elegido diputado a la IV Legislatura del Congreso del Estado de Quintana Roo representando al distrito 3 local con cabecera en Bacalar y concluyó su cargo en 1987. En 1982 había sido elegido senador suplente en segunda fórmula, siendo propietario Miguel Borge Martín, para el periodo de 1982 a 1988 correspondiente a las legislaturas LII y LIII. Borge solicitó licencia en 1986 para ser candidato del PRI a gobernador de Quintana Roo en las elecciones del siguiente año, por lo que asumió la senaduría el 19 de diciembre de 1986, y permaneció en su ejercicio hasta el término del periodo constitucional en 1988.
En 1988 fue delegado de la CNC en Yucatán y en 1989 en Chiapas, de 1990 a 1991 fue presidente del comité estatal del PRI en Quintana Roo, de 1991 a 1992 delegado de la CNC en Campeche y de 1992 a 1993 delegado del PRI estatal en el municipio de Felipe Carrillo Puerto. El 5 de abril de 1993 asumió como gobernador de Quintana Roo Mario Villanueva Madrid, quien lo nombró subsecretario de Gobierno del estado, permaneciendo en el cargo hasta 1996, y de dicho año a 1997 fue por segunda ocasión secretario general de la Liga de Comunidades Agrarias y Sindicatos Campesinos en Quintana Roo.
En 1997 fue postulado candidato del PRI a diputado federal por el Distrito 2 de Quintana Roo, resultando elegido a la LVII Legislatura que concluyó en 2000. En dicha legislatura fue integrante de las comisiones de Asuntos Indígenas; de Bosques y Selvas; y, Especial de desarrollo regional y apoyo a la producción.
Defensor de la identidad maya y sus integrantes en el estado de Quintana Roo, encabezó de forma posterior la Asociación Civil «Kuxa´ano´on». Falleció en la ciudad de Mérida, Yucatán el 29 de noviembre de 2013 a causa de una neumonía.